# Чемпіонат світу з трекових велоперегонів 1894
Чемпіонат світу з трекових велоперегонів 1894 пройшов 12–13 серпня 1894 року в Антверпені, Бельгія. Він мав статус аматорського, а змагання проводилися лише у трьох дисциплінах: спринті на 1 милю, перегонах на 10 км, а також у 100-кілометрових перегонах за лідером.

## Медалісти

### Чоловіки
| Дисципліна                     | Золото         | Срібло    | Бронза           |
| Спринт на 1 милю               | Август Лер     | Яап Еден  | Вільям Бродбрідж |
| Спринтерські перегони на 10 км | Яап Еден       | Джон Ґрін | Томмі Осборн     |
| Перегони за лідером на 100 км  | Вільгельм Хені | Джек Ґрін | Джордж ван Оолен |

## Загальний медальний залік
| Місце  | Країна          | Золото | Срібло | Бронза | Загалом |
| ------ | --------------- | ------ | ------ | ------ | ------- |
| 1      | Нідерланди      | 1      | 1      |        | 2       |
| 2      | Німеччина       | 1      |        |        | 1       |
| 2      | Норвегія        | 1      |        |        | 1       |
| 4      | Велика Британія |        | 2      | 2      | 4       |
| 5      | Бельгія         |        |        | 1      | 1       |
| Всього | Всього          | 3      | 3      | 3      | 9       |